# Митра, Раджа
Раджа Митра (бенг. রাজা মিত্র; 17 января 1945, Калькутта, Британская Индия — 20 декабря 2024, Калькутта) — индийский кинорежиссёр
 и кинокомпозитор, работавший в основном в бенгальском кино. Пятикратный обладатель Национальной кинопремии, в том числе за документальные и короткометражные фильмы.

## Биография
Родился 17 января 1945 года. Окончил Калькуттский университет в 1967 году, после чего сотрудничал с литературными и киножурналами Бенгалии. В 1978—1980 годах был помощником режиссера Гаутама Гхоша, а затем начал работать в киноотделе при правительстве Западной Бенгалии и снимать документальные фильмы. Всего на его счету 32 документальные киноленты среди которых Coal for the Masses (1978), Economy of HS Oil in Railways (1980), Calcutta Footpath Dweller (1981), Calcutta, Past and Present (1986), The Tribal Resistance (1987), Jiban Patua, Ashray, Vidyasagar и Beyond a Head Count (1993).
Митра дебютировал как режиссёр художественного кино в 1987 году с Ekti Jiban. Основанный на рассказе Будхадеба Бошу, фильм показывал бедного школьного учителя санскрита и его страстное стремлении создать полный словарь бенгальского языка.  Первоначально адаптацией хотел заняться Сатьяджит Рай, однако из-за финансовых ограничений съёмки затянулись на пять лет. Узнав об этом, Митра попросил у Рая разрешения самому взяться за проект, а также получил согласие у вдовы писателя. Рай не только поддержал Митру, но и оказал существенную закулисную помощь во время съёмок. На главные роли режиссёр пригласил Сумитру Чаттерджи и Мадхаби Мукерджи, ранее вместе снявшихся в «Чарулате» (1964) Рая. Помимо режиссуры Митра также выполнил работу продюсера, сценариста, композитора и автора текстов песен. Фильм был отмечен премией за лучший режиссёрский дебют.
Остальные кинопремии Митра получил благодаря документальным и короткометражным фильмам. В 1988 году его Scroll Painters of Birbhum выиграл приз как лучший документальный фильм об искусстве/культуре. В следующем году он получил награду за лучший короткометражный фильм, сняв Behula. Ещё одну премию, за лучший документальный фильм он выиграл, благодаря киноленте Jataner Jami в 1997. Митра также стал обладателем премии за лучшую музыку к документальному фильму Kalighat Paintings and Drawings в 2002 году.
Работы режиссёра активно представлялись на фестивалях. Сам Митра был членом жюри IFFI в 1989 году.
Его второй полнометражный игровой фильм Nayantara, в котором дебютировал актёр Сасвата Чаттерджи, вышел в 1997 году.
Кинематографист скончался 20 декабря 2024 года в больнице Калькутты после продолжительной борьбы с раком лёгких. У него остались жена и сын.